# Combronde
Combronde – miejscowość i gmina we Francji, w regionie Owernia-Rodan-Alpy, w departamencie Puy-de-Dôme.
Według danych na rok 1990 gminę zamieszkiwały 1843 osoby, a gęstość zaludnienia wynosiła 102 osoby/km² (wśród 1310 gmin Owernii Combronde plasuje się na 117. miejscu pod względem liczby ludności, natomiast pod względem powierzchni na miejscu 518.).